# Boeing 777X
Boeing 777X je nová série širokotrupých dvoumotorových letadel Boeing 777 dlouhého doletu, která je stále ve vývoji. Budou mít dvě varianty, 777-8 (kratší verze) a 777-9 (delší verze). Oproti Boeingu 777-200 a Boeingu 777-300 přibudou nové motory GE9X, nová „ohebnější" kompozitní křídla, zvětší se šířka kabiny, kapacita sedadel a přidají se další technologie z typu Boeing 787. První let proběhl 25. ledna 2020.
B777-8 pojme 365 cestujících ve dvou třídách, zatímco delší verze až 414 cestujících. Menší varianta má mít dolet až 16 090 km, zatímco ta větší 13 936 km. B777-9 se tak s délkou 76,9 metrů stane nejdelším osobním letadlem vůbec.

## Objednávky
Do června 2015 si tyto typy letadel předobjednalo již několik následujících společností, největší objednávku zatím udělala společnost Emirates, která řadou B777X bude nahrazovat současné B777:[zdroj?]
| Společnost         | Datum              | B777-8 | B777-9 |
| ------------------ | ------------------ | ------ | ------ |
| Lufthansa          | 17. listopadu 2013 | 0      | 20     |
| Etihad Airways     | 17. listopadu 2013 | 8      | 17     |
| Cathay Pacific     | 20. prosince 2013  | 0      | 21     |
| Emirates           | 9. července 2014   | 35     | 115    |
| Qatar Airways      | 16. července 2014  | 10     | 50     |
| All Nippon Airways | 31. července 2014  | 0      | 20     |
| neznámé aerolinie  | 4. června 2015     | 0      | 10     |
| Singapore Airlines | 23. června 2017    | 0      | 20     |
| Celkem             | Celkem             | 53     | 273    |

## Specifikace
|                           | Boeing 777-8                            | Boeing 777-9                            |
| ------------------------- | --------------------------------------- | --------------------------------------- |
| Piloti                    | 2                                       | 2                                       |
| Cestující (2 třídy)       | 365                                     | 414                                     |
| Cestující (3 třídy)       |                                         | 349                                     |
| Délka                     | 69,8 m                                  | 76,7 m                                  |
| Výška                     | 19,5 m                                  | 19,7 m                                  |
| Rozpětí                   | 71,8 m (64,8 m při sklopených křídlech) | 71,8 m (64,8 m při sklopených křídlech) |
| Maximální vzletová váha   | 351,534 t                               | 351,534 t                               |
| Maximální váha bez paliva | 181,4 t                                 | 181,4 t                                 |
| Maximální kapacita paliva | 197 977 L                               | 197 977 L                               |
| Typický dolet             | 16 090 km                               | 13 940 km                               |
| Motory 2x                 | General Electric GE9X-105B1A            | General Electric GE9X-105B1A            |
| Tah 2x                    | 470 kN                                  | 470 kN                                  |